# Герасимов, Андрей Николаевич
Андрей Николаевич Герасимов (28 февраля 1939, Москва — 9 февраля 2023, там же) — советский и российский кинорежиссёр, телеведущий. Заслуженный деятель искусств Российской Федерации (2004).

## Биография
Окончил МИСИ им. Куйбышева в 1961, ВГИК в 1965, мастерская Б. А. Альтшулера и Л. В. Кулешова по специальности кинорежиссура. Член КПСС с 1965 года.
Работал кинорежиссёром на Центральной студии научно-популярных и учебных фильмов с 1965 года по 2001 г.
За время творческой деятельности создано 11 полнометражных и более тридцати короткометражных фильмов различных видов, жанров и тематики, большинство из которых отмечалось призами и премиями на внутрисоюзных и международных фестивалях.
За дилогию «Творцы отечественного оружия» и «Они ковали оружие победы» был награждён серебряной медалью им. А. П. Довженко. Другая дилогия — «Энтузиасты» и «Дети галактики» номинировалась на присуждение Государственной премии СССР за 1986. Многие фильмы неоднократно демонстрировались по различным каналам телевидения.
С 1981 по 1993 Андрей Герасимов был художественным руководителем одного из производственно-творческих объединений на киностудии «Центрнаучфильм».
Наряду с профессиональной творческой деятельностью он принимал активное участие в общественной жизни киносообщества. Будучи принят в члены Союза кинематографистов СССР в 1971, непрерывно избирался членом Московской секции научного кино и членом Всесоюзной комиссии научного кино, а затем стал её председателем.
В 1986 на V съезде кинематографистов Андрея Герасимова избирают секретарём Правления Союза кинематографистов СССР. С 1995 по 1998 он был председателем ревизионной комиссии Союза кинематографистов Российской Федерации. В настоящее время он секретарь Московского Союза кинематографистов,
Андрей Герасимов неоднократно принимал участие в работе жюри Всесоюзного кинофестиваля и Российского открытого фестиваля неигрового кино. В 1986 его принимают в члены Международной ассоциации научного кино, а в 1990 избирают вице-президентом секции научно-популярного кино этой ассоциации.
В 2002 А. Герасимов становится действительным членом Национальной академии кинематографических искусств и наук.
Начиная с 1988 год Герасимов руководил режиссёрскими мастерскими неигрового кино на Высших курсах сценаристов и режиссёров.
С 2001 года по 2010 год Герасимов был ректором Высших курсов сценаристов и режиссёров, с 2005 по 2015 вел мастерскую игрового и неигрового кино (совместно с Андреем Добровольским).
Помимо постоянных на протяжении всей профессиональной деятельности встреч со зрителями, в 1989-90 был автором и ведущим ежемесячной телепередачи «Час научно-популярного кино».

## Звания и награды
- Медаль «За трудовое отличие» (22 августа 1986 года).
- Заслуженный деятель искусств Российской Федерации (24 августа 2004 года) — за заслуги в области искусства[4].
- Благодарность Министра культуры Российской Федерации (18 февраля 2004 года) — за многолетнюю плодотворную работу по подготовке кадров и в связи с сорокалетием образовательного учреждения дополнительного профессионального образования «Высшие курсы сценаристов и режиссёров»[5].

## Фильмография
- 1967 — Основы расчёта строительных конструкций
- 1968 — Говорите по-русски. Урок № 2
- 1968 — Говорите по-русски. Урок № 9
- 1970 — Алгебра революции
- 1970 — Начинается с точки
- 1971 — Высокое напряжение
- 1971 — Итак, аттракционы!
- 1971 — Эта старая, новая игра
- 1972 — Союз советских народов
- 1974 — Размышления о городе
- 1975 — Градостроительство в СССР — автор сценария и режиссёр
- 1975 — Экспериментальный жилой район Чертаново-Северное — автор сценария
- 1976 — Биоэнергетические измерения
- 1977 — Эффект ант
- 1978 — Лицо города — автор сценария и режиссёр
- 1979 — Увидеть невидимое — автор сценария и режиссёр
- 1980 — Электронно-оптические преобразователи — автор сценария и режиссёр
- 1980 — Индигирские сказы
- 1981 — День академика Прохорова
- 1982 — Творцы отечественного оружия — автор сценария и режиссёр
- 1983 — Они ковали оружие победы — автор сценария и режиссёр
- 1985 — Энтузиасты — режиссёр
- 1986 — Дети галактики — режиссёр
- 1992 — Без дна — автор сценария и режиссёр
- 1996 — Царицыно. Зодчий и императрица — автор сценария и режиссёр
- 1999 — Московский модерн — автор сценария и режиссёр[6]
- 2001 — Острова. Владимир Кобрин — автор сценария и режиссёр